# Білл Ніколсон
Білл Ніколсон (англ. Bill Nicholson; 26 січня 1919, Скарборо — 23 жовтня 2004, Гартфордшир) — англійський футболіст, півзахисник. По завершенні ігрової кар'єри — тренер.

## Клубна кар'єра
У дорослому футболі дебютував 1938 року виступами за команду клубу «Тоттенхем Хотспур», кольори якої і захищав протягом усієї своєї кар'єри гравця, що тривала цілих вісімнадцять років. За цей час виборов титул чемпіона Англії та ставав володарем Суперкубка Англії з футболу.

## Виступи за збірну
У складі національної збірної Англії провів лише 1 матч, в якому забив гол.
У складі збірної був учасником чемпіонату світу 1950 року у Бразилії.

## Кар'єра тренера
Розпочав тренерську кар'єру невдовзі по завершенні кар'єри гравця, 1958 року, очоливши тренерський штаб клубу «Тоттенхем Хотспур», з яким пропрацював 16 років та здобув цілу низку трофеїв. Досвід тренерської роботи обмежився цим клубом. На честь його заслуг перед «шпорами» отримав прізвисько «Містер Тоттенгем».

## Титули і досягнення

### Як гравця
- Чемпіон Англії (1):

«Тоттенгем Готспур»: 1950-51
- Володар Суперкубка Англії (1):

«Тоттенгем Готспур»: 1951

### Як тренера
- Володар Суперкубка Англії (3):

«Тоттенгем Готспур»: 1961, 1962, 1967
- Чемпіон Англії (1):

«Тоттенгем Готспур»: 1960-61
- Володар Кубка Англії (3):

«Тоттенгем Готспур»: 1960-61, 1961-62, 1966-67
- Володар Кубка англійської ліги (2):

«Тоттенгем Готспур»: 1970–71, 1972–73
- Володар Кубка Кубків УЄФА (1):

«Тоттенгем Готспур»: 1962-63
- Володар Кубка УЄФА (1):

«Тоттенгем Готспур»: 1971-72